# 唐建强
唐建强（1952年—），中国湖南株洲人，汉族，中华人民共和国政治人物、第十一届全国人民代表大会湖南地区代表。
毕业于中南林学院经济管理专业，是中共党员。担任湖南省株市石峰区龙头铺镇兴隆山村党支部书记。2008年起担任全国人大代表。